# Енбекши (Кызылординская область)
Енбекши (каз. Еңбекші) — село в Чиилийском районе Кызылординской области Казахстана. Административный центр Енбекшинского сельского округа. Находится примерно в 11 км к северо-востоку от районного центра, села Шиели. Код КАТО — 435243100.

## Население
В 1999 году население села составляло 1401 человек (702 мужчины и 699 женщин). По данным переписи 2009 года, в селе проживали 1532 человека (767 мужчин и 765 женщин).